# 주앙 쿠스타 메네제스
주앙 쿠스타 메네제스(포르투갈어: João Costa Menezes)는 포르투갈의 영화 감독, 영화 프로듀서, 배우, 영상 편집자, 각본가, 촬영 감독이다.

## 영화
- 루쿠라 (2010년)
- 페르시아의 왕자: 시간의 모래 (2010년)
- 로빈 후드 (2010년)
- 타이탄 (2010년)
- 도리안 그레이 (2009년)
- 무허레스, 바! (2008년)
- 리멤버 마이 드림 (2007년)
- 아거 (2006년)
- 칠드런 오브 맨 (2006년)
- 오 시리얼 킬러 (2004년)
- 아카사 (2001년)
- 제로 (2000년)
- 미이라 (1999년)